# Sinclair Research

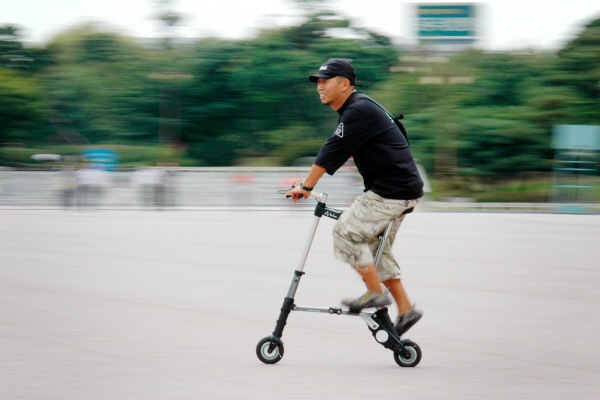
La nova invenció de Sinclair: lA-Bike.

Sinclair Research Ltd. és una empresa d'electrònica de consum britànica, fundada per Sir Clive Sinclair a Cambridge, Anglaterra. Originalment incorporada el 1973, va quedar inactiva fins a 1976, i no va adoptar el nom Sinclair Research fins a 1981. El 1980, Clive Sinclair va entrar al mercat d'ordinadors domèstics amb el ZX80 a 99,95£, a l'època l'ordinador personal més barat venut al Regne Unit. El 1982, el ZX Spectrum va ser alliberat, més tard convertint-se en l'ordinador més venut a la Gran Bretanya, competint agressivament contra Commodore i Amstrad. En el moment culminant del seu èxit, i en gran part inspirat pel programa d'ordinador de cinquena generació japonès, l'empresa va establir el centre de recerca «MetaLab» a Milton Hall (prop de Cambridge), per estudiar la intel·ligència artificial, Wafer Scale Integration, verificació formal i altres projectes avançats. La combinació dels fracassos de l'ordinador Sinclair QL i de la TV80 va conduir a dificultats financeres el 1985, i un any més tard l'empresa va vendre tota la seva gamma de productes informàtics i la marca "Sinclair" a Amstrad. Sinclair Research Ltd encara existeix avui com una empresa d'un sol home, continuant per vendre les invencions més noves de Sir Clive Sinclair.